# Нандор Хидегкути
Нандор Хидегкути (мађ. Hidegkuti Nándor; Будимпешта, 3. март 1922 — Будимпешта, 14. фебруар 2002) је био мађарски фудбалер и тренер.
Највећи део своје играчке каријере је провео у ФК МТК Хунгарија (MTK Hungária FC), где је играо на позицији нападача. Током педесетих године двадесетог века је био члан мађарске златне екипе. Током 1953, на чувеној утакмици против Енглеза на Вемблију, где је играо на позицији повученог центарфора, постигао је хет трик и помогао Мађарима да победе са 6:3. Играјући из дубине Хидегкути је могао да користи своју технику и дистрибуира лопту осталим нападачима и истовремено појача средњи ред. Ова позиција је била иновација за то доба, тако да је збуњивала Енглезе на поменутој утакмици и једна је од “тактичких чуда” тренера Густава Шебеша.
Као тренер Хидегкути је радио са клубовима из четири различите државе: Мађарска, Италија, Пољска и Египат.
Највећи успех је постигао са Фијорентином (ACF Fiorentina) 1961, освојивши Куп победника купова, победивши екипу Ренџерса из Шкотске у укупном скору од 4:1 (2:0 и 2:1). Са мађарским ФК Ђер Ето (Győri ETO FC) је изборио 1963. шампионску титулу Мађарске и одвео је ЕТО до полуфинала европских купова где је 1965. изгубио од Бенфике
Хидегкути је преминуо 2002, а МТК је променила име стадиону у његову част у Стадион Хидегкути Нандор.

## Каријера

### ФК МТК Хунгариа
За МТК, Хидегкути, је почео да игра 1946. године. Када је 1949. године Мађарска постала Народна Република Мађарска (комунисти су преузели власт), МТК је постао клуб мађарске тајне полиције (ÁVH). Током те управе име клуба је мењано неколико пута, прво СД Текстилеш, па СД Башћа, па СД Вереш Лобого и на крају опет МТК. Без обзира на сва ова дешавања, током педесетих година двадесетог века МТК је био успешан клуб. Један од разлога успешности је и новина коју су увели играчи Хидегкути и Петар Палоташ и тренер Мартон Букови, а то је играч у улози повученог центарфора, који је збуњивао противнике. У овом тиму су још били и Михаљ Лантош и Јожеф Закаријаш, чланови Златног тима и они су освојили три шампионске титуле мађарске, мађарски куп и Митропа куп. Под именом Вереш Лобого (Vörös Lobogó), су играли у сезони 1955/56 први одржани европски куп, где је против ФК Андерлехта, Хидегкути дао два гола да би прошли у следеће коло са укупним скором од 10 : 4.
Са МТК је освојио три шампионске титуле Мађарске
- 1951.
- 1953.
- 1957/8.

### Краљ стрелаца
У периоду проведеном у клубу је био и најбољи стрелац МТК у шест сезона
- 1947/48.  20’ (голова);
- 1948/49.  26’ (голова);
- 1949/50.  23’ (голова);.
- 1952.  28’ (голова);
- 1953.  23’ (голова);
- 1955.  16’ (голова);.

Хидегкути води на вечитој листи стрелаца МТК са 222 поготка на 302 утакмице у периоду од 1946. до 1958. године, са тенденцијом да још дуго остане на трону.
Као тренер, Хигдегкути је у два наврата био на клупи МТК, Прва лига Мађарске у фудбалу 1959/60 и 1967/68.

## Репрезентација
У периоду од 1945. па до 1958, Хидегкути је играо 69 утакмица за мађарску репрезентацију и постигао је 39 голова.
У свом дебију, 30. септембра 1945, против Румуније је постигао 2 гола, при победи Мађара од 7:2. Две године касније 17. августа 1947. на својој другој утакмици за репрезентацију, против Бугарске постигао је хет трик. Свој други хет трик у репрезентацији је постигао 18. новембра 1951. у утакмици против Финске
Иако саиграчи у клубу, МТК, Хидегкути и Петар Палоташ су били ривали у репрезентацији. Тек после освојене златне медаље у Хелсинкију 1952. и утакмице против Швајцарске, у септембру исте године, Мађарска је губила са 2:0 и Хидегкути је заменио Палоташа и са његовом помоћи Мађарска извијевала победу од 4:2, Хидегкути је постао стандардни репрезентативац.
Неколико месеци касније, тачније 17. маја 1953, такође је са својим поготком против Италије, помогао мађарској репрезентацији да освоји СЕ куп. Мађарска је на стадиону Олимпико победила са 3:0..
Утакмица против Енглеске, 23. новембра 1953. у Лондону на Вемблију му је донела статус легенде. Само после 45 секунди Божик је израдио шансу, коју је Хидегкути искористио и Мађари су водили са 1:0. После изједначења, Хидегкути на Кочишев пас, доводи Мађаре у ново вођство. У другом полувремену на Пушкашево додавање Хидегкути изванредним волејом постиже свој трећи погодак на утакмици и осигурава победу Мађара од 6:3. Хидегкути је такође постигао гол у узвратној утакмици против Енглеске у Будимпешти када су Мађари победили са 7:1, а на светском првенству 1954. је додао још 4 гола у своју ризницу.

## Признања
Као играч:
Мађарска
- Олимпијски победник
  - 1952.
- Победник Средњоевропског купа
  - 1953.
- Светски куп
  - Финалиста: 1954.

ФК МТК Хунгарија/Текстилеш (Textiles) /Башћа (Bástya) /Вереш лобого (Vörös Lobogó)
- Шампион Мађарске: 3
  - 1951. 
  - 1953. 
  - 1958.
- Мађарски куп: 1
  - 1951/52.
- Митропа куп: 1
  - 1955.

Као тренер:
Фјорентина
- Куп победника купова: 1
  - 1960/61.

ФК Ђери ЕТО
- Шампион Мађарске: 1
  - 1963.
- Европски куп
  - Полуфинале: 1964/65.. 1